# Martin-Baker MB-5
Martin-Baker MB-5 – prototypowy brytyjski samolot myśliwski wytwórni Martin-Baker z końcowego okresu II wojny światowej. Napędzany silnikiem rzędowym Rolls-Royce Griffon z dwoma śmigłami przeciwbieżnymi.

## Historia
Pod koniec 1942 roku James Martin, współzałożyciel i główny konstruktor wytwórni Martin-Baker, zakończył prace nad potencjalnymi wersjami rozwojowymi samolotu Martin-Baker MB-3 i skupił się na zupełnie nowym samolocie, oznaczonym jako MB-5. Projektując kadłub Martin sięgnął po sprawdzone w poprzednich projektach rozwiązanie kratownicowej konstrukcji ze stalowych rur pokrytych arkuszami blachy duraluminiowej. W porównaniu z MB-3, kabinę pilota nakryto kroplową osłoną i przesunięto do przodu o około 1,5 metra (rozwiązanie zaczerpnięte z planowanej wersji MB-3A). Nietypowym rozwiązaniem zastosowanym w kabinie pilota było umieszczenie w niej podłogi, która nie była standardem w brytyjskich samolotach myśliwskich. Skrzydła uwolniono od chłodnic oleju i cieczy, które umieszczono tam w projekcie MB-3, przenosząc je do kadłuba, tuż za krawędzią spływu płata i obudowując wspólnie. Wlot powietrza do chłodnic znajdował się pod kadłubem (podobny układ zastosowano w samolocie P-51 Mustang). Razem z chłodnicą oleju i cieczy umieszczono również chłodnicę międzystopniową sprężarki, ale wlot powietrza do niej znajdował się tuż za kołpakiem śmigła na przodzie kadłuba. Zastosowany układ podwozia przypominał rozwiązanie zastosowane w MB-3. Jednak z uwag na obecność wlotu powietrza pod kadłubem i chłodnic, wydłużono goleń tylnego kółka ogonowego. Dzięki takiemu rozwiązaniu oraz przesunięciu kabiny pilota do przodu, podczas kołowania na ziemi pilot ze swojej kabiny dysponował znakomitą widocznością. Niewielkim problemem, występującym podczas kołowania samolotem pod słońce, był efekt stroboskopowy jaki widział przed sobą pilot. Zastosowane w samolocie przeciwbieżne śmigła mijały się dokładnie na godzinie dwunastej. Zjawisko to występowało przy niewielkiej prędkości obrotowej i nie zachodziło podczas lotu. W maszynie zastosowano 12-cylindrowy silnik rzędowy w układzie V Rolls-Royce Griffon 83 z dwustopniową dwubiegową sprężarką. Jednostka dysponowała mocą startową 1900 KM i maksymalną, ograniczoną do 5 minutowego działania, 2305 KM na wysokości 168 metrów i 2060 KM na wysokości 4785 m. Silnik napędzał przeciwbieżne, sześciołopatowe śmigło Rotol o średnicy 3,81 m. Dzięki zastosowaniu takiego rozwiązania, podczas startu samolotu nie dochodziło do znoszenia na bok samolotu, które musiałby kompensować pilot ruchami drążka sterowego. Było to nagminne zjawisko w samolotach jednosilnikowych napędzanych jednostkami o dużej mocy i pojedynczym śmigłem.
Prace nad samolotem przedłużały się. Początkowo Ministerstwo Lotnictwa planowało wybudowanie dwóch prototypów, zakontraktowanych wcześniej dla MB-3 o numerach R2496 i R2500, jednak zniecierpliwione opieszałością prac nad budową pierwszego prototypu, 14 maja 1943 roku anulowało kontrakt na budowę drugiej maszyny prototypowej - numer R2500. Na wiosnę 1944 roku wreszcie ukończono budowę prototypu (numer ewidencyjny R2496). Samolot został przewieziony do bazy Royal Air Force Harwell niedaleko miejscowości o tej samej nazwie, gdzie 23 maja 1944 roku dokonano oblotu myśliwca. Za sterami maszyny siedział szef pilotów doświadczalnych firmy Rotol, Leslie Bryan Greensted. Podczas pierwszych lotów samolot wykazywał niedostateczną stateczność kierunkową; aby temu zaradzić, po powrocie do wytwórni powiększono usterzenie poziome i pionowe. Tymczasem w październiku 1944 roku Ministerstwo Lotnictwa przekazało wytwórni Martin-Baker informację, iż MB-5 nie zostanie skierowany do produkcji seryjnej. Po modernizacji maszyna ponownie wzbiła się w powietrze, gdzie do października 1945 roku wylatała 40 godzin. Nie był to imponujący wynik, ale zakończenie wojny nie sprzyjało intensyfikacji badań w locie. W dniach 29 października - 9 listopada 1945 roku w Farnborough zorganizowano specjalną wystawę dla publiczności, na której zaprezentowano zdobyczny sprzęt Luftwaffe oraz najnowsze wyposażenie RAF. Wśród zaprezentowanych maszyn znalazł się również MB-5. Podczas specjalnego pokazu w locie, zorganizowanego dla Winstona Churchilla i wyższego dowództwa RAF, w wyniku awarii silnika w kabinie pilotowanego przez Greensteda MB-5 pojawił się dym. Greensted odsunął owiewkę, która urwała się, szczęśliwie nie uszkadzając usterzenia. Pilot zdołał bezpiecznie wylądować.
1 marca 1946 roku MB-5 trafił do brytyjskiego ośrodka doświadczalno-badawczego Aeroplane and Armament Experimental Establishment w Boscombe Down celem przeprowadzenia kompleksowych prób i badań samolotu. Z płatowca usunięto uzbrojenie, zdjęto opancerzenie oraz wymieniono śmigło – dotychczasowe firmy Rotol zastąpiono przeciwbieżnym, trzyłopatowym, metalowym, samoprzestawialnym śmigłem de Haviland Hydromatic o średnicy 3,58 m (przednie) i 3,54 m (tylne). Próby w locie samolotu trwały do 21 maja 1946 roku. W międzyczasie do Boscombe Down przybyła delegacja Szwajcarskich Sił Powietrznych, która miała okazję zapoznać się z MB-5. 
Samolot otrzymał bardzo pochlebne opinie i oceny. Zwrócono uwagę na prostą, efektywną, łatwą w eksploatacji, naprawie i obsłudze konstrukcję samolotu, cechę charakterystyczną większości projektów Jamesa Martina. MB-5 dzięki szerokiemu rozstawowi podwozia i przesuniętej do przodu kabinie łatwo pilotował się podczas kołowania na ziemi. Maszyna łagodnie dawała się wprowadzić w korkociąg, a dzięki zachowaniu dużej skuteczności sterów, równie łatwo dawała się z niego wyprowadzić. Piloci mający okazję latać MB-5 oceniali samolot jako nad wyraz łatwy i przyjemny w pilotażu. Nie obyło się jednak bez problemów, przegrzewający się silnik był powodem, z powodu którego nigdy nie sprawdzono w locie maksymalnych osiągów samolotu.
W sierpniu 1946 roku maszyna znajdowała się w Farnborough, następnie trafiła do bazy RAF Chalgrove w Oxfordshire, gdzie Martin-Baker testował i testuje do dziś fotele wyrzucane swojej konstrukcji. Nie wykonywano żadnych lotów na MB-5 aż do 15 listopada 1947 roku, kiedy to maszyna o własnych siłach poleciała na lotnisko w Hatfield (Hertfordshire), fabryczne lotnisko wytwórni de Havilland, celem przeprowadzenia badań śmigła. W kwietniu 1948 roku samolot ponownie znalazł się w Farnborough. W maju 1948 roku MB-5 znalazł się na lotnisku w Wattisham, tam specjaliści z Servicing Development Unit dokonali przeglądu technicznego samolotu a następnie na przełomie 1948 i 1949 roku maszynę skierowano do bazy RAF Bircham Newton. Dalsze losy samolotu pozostały nieznane aż do 1999 roku, kiedy to odkryto, iż w MB-5 został przekazany macierzystej wytwórni Martin-Baker, gdzie w styczniu i lutym 1951 roku został złomowany.

## Uzbrojenie
MB-5 uzbrojony był w cztery działka Hispano Mk II kalibru 20 mm, po dwa na każdym skrzydle samolotu. Zapas amunicji wynosił po 200 nabojów na lufę.

## Ocena
MB-5 uznawany jest przez wielu specjalistów za jeden z najlepszych myśliwskich samolotów z napędem tłokowym. W samych superlatywach wyrażali się o nim piloci mający okazję w powietrzu sprawdzić maszynę. W dniach 27 czerwca - 30 czerwca w Farnborough odbywały się pokazy lotnicze zorganizowane przez Ministerstwo Zaopatrzenia (Ministry of Supply). Zaprezentowano wówczas pokaz akrobacji lotniczej w wykonaniu MB-5, za sterami którego siedział Janusz Żurakowski. We wspólnej ocenie specjalistów oglądających pokaz, między innymi Billa Gunstona jak również samego Żurakowskiego, był to najlepszy pokaz akrobacji lotniczej w wykonaniu tłokowej maszyny, jaki kiedykolwiek widzieli lub brali udział. Pomimo tego, samolot nie trafił do produkcji seryjnej. Tak jak jeszcze w 1942 czy w 1943 roku, szybkie uruchomienie budowy seryjnych samolotów mogłoby znacząco wpłynąć na to, z kim mierzyłyby się w powietrzu Messerschmitty lub Focke-Wulfy Luftwaffe, tak w 1944 roku i później, już takiej potrzeby nie było. Brytyjskie lotnictwo dysponowało wystarczającą liczbą Supermarine Spitfire i jego stale unowocześnianymi wersjami oraz maszynami typu Hawker Typhoon czy Hawker Tempest. Uruchomienie wielkoskalowej produkcji przy niewielkich mocach produkcyjnych wytwórni Martin-Baker wymagałoby uruchomienia produkcji w innych wytwórniach, już i tak działających pełną parą na rzecz RAF lub wybudowania od podstaw nowej fabryki. Pod koniec wojny było to już jednak bezcelowe, tym bardziej, że na horyzoncie pojawił się napęd mający wyprzeć z nieba myśliwce z napędem tłokowym – silnik odrzutowy.